# Stenoparmena nigra
Stenoparmena nigra är en skalbaggsart som beskrevs av Stefan von Breuning och Teocchi 1983. Stenoparmena nigra ingår i släktet Stenoparmena och familjen långhorningar. Inga underarter finns listade i Catalogue of Life.